# I-See-You.Com
I-See-You.Com (2006) is een komediefilm geregisseerd en geschreven door Eric Steven Stahl, Beau Bridges en Rosanna Arquette. 

## Verhaal
Harvey Bellinger (Beau Bridges), zijn vrouw Lydia (Rosanna Arquette) en hun twee kinderen leven samen in niet zo comfortabele omstandigheden. Hun zeventienjarige zoon besluit echter om het hele huis vol camera's te hangen en hij laat de beelden live bekijken op het internet. Wanneer Harvey dit ontdekt, is hij boos. Maar op den duur realiseert hij zich dat er grof geld te verdienen valt met deze internet-uitzendingen. De Bellingers beginnen te "acteren' als gekken. Uiteindelijk wordt Harvey krankzinnig en blaast hij zijn huis op om zich te ontdoen van de camera's.

## Acteurs
- Beau Bridges ... Harvey Bellinger
- Rosanna Arquette ... Lydia Ann Layton
- Mathew Botuchis ... Colby Allen
- Shiri Appleby ... Randi Sommers
- Dan Castellaneta ... Jim Orr
- Baelyn Neff ... Audrey Bellinger
- Victor Alfieri ... Ciro Menotti
- Tracee Ellis Ross ... Nancy Tanaka
- Doris Roberts ... Doris Bellinger
- Héctor Elizondo ... Greg Rishwain
- Mark Anthony Parrish ... student
- Tiffany Baldwin ... Jessica
- William Dixon ... Todd
- Robert A. Egan ... Executive
- Jeff Halbleib ... Executive
- Brittany Petros ... Executive
- Benton Jennings ... HR Executive
- Mary Hart ... zichzelf
- Lisa Joyner... zichzelf
- Shea Curry ... zichzelf
- Garry Marshall... zichzelf
- Don LaFontaine ... zichzelf